# Morningside Heights
Morningside Heights è un quartiere di Manhattan, uno dei cinque distretti di New York. I confini del quartiere sono Manhattanville a nord, Harlem a est, Upper West Side a sud e il Riverside Park a ovest.
Morningside Heights è parte del Manhattan Community District 9 e i suoi ZIP code sono 10025 e 10027.

## Demografia
Secondo i dati del censimento del 2010 la popolazione di Morningside Heights era di 55 929 abitanti, in aumento del 3,2% rispetto ai 54 208 del 2000. La composizione etnica del quartiere era: 46,0% (25 750) bianchi americani, 13,3% (7 462) asioamericani, 13,6% (7 619) afroamericani, 0,2% (105) nativi americani, 0,1% (30) nativi delle isole del Pacifico, 0,4% (203) altre etnie e 2,9% (1 605) multietinici. Gli ispanici e latinos di qualsiasi etnia erano il 23,5% (13 155).

## Trasporti
Il quartiere è servito dalla metropolitana di New York attraverso le stazioni di Cathedral Parkway-110th Street e 116th Street-Columbia University della linea IRT Broadway-Seventh Avenue, dove fermano i treni della linea 1.